# 미사토촌 (군마현)
미사토촌(일본어: 三郷村)은 일본 군마현 사와군에 있던 촌이다. 현재의 이세사키시에 해당한다.

## 역사
- 1889년 4월 1일 - 정촌제 시행에 의해 사이군 미사토촌이 성립하였다.
- 1896년 4월 1일 - 군 통합에 의해 사와군이 성립하여, 소속이 변경되었다.
- 1955년 1월 10일 - 이세사키시에 편입되었다.

## 참고 문헌
- 角川日本地名大辞典編纂委員会, 『角川日本地名大辞典 10 群馬県』1988, 角川書店